# Grecia de Vest
Grecia de Vest (greacă Περιφέρεια Δυτικής Ελλάδος) este una din cele 13 regiuni ale Greciei, subdivizată în 3 prefecturi. Capitala este orașul Patras.